# کشتار روز سنت ولنتاین
کشتار روز سنت وَلنتاین (به انگلیسی: Saint Valentine's Day Massacre) به قتل هفت عضو و فرد مرتبط با باند خلافکاران نورث ساید گفته می‌شود که در روز ولنتاین سال ۱۹۲۹ رخ داد. این ۷ مرد در بامداد ۱۴ فوریه ۱۹۲۹ در یک گاراژ در پارک لینکلن، شیکاگو با شلیک اسلحهٔ چهار مهاجم ناشناس که دو نفرشان لباس مأموران پلیس را بر تن داشتند کشته شدند.
این حادثه نتیجهٔ درگیری‌های مربوط به کنترل جنایت‌های سازمان‌یافته در دوران ممنوعیت الکل در ایالات متحده آمریکا بین ایرلندی‌های نورث سایدی به سرکردگی باگز موران و رقبای ایتالیایی آنها در شیکاگو به رهبری آل کاپون بود. عاملان کشتار هیچ‌گاه شناسایی نشدند، اما اعضای سابق باند ایگِن رَتس که برای کاپون کار می‌کردند و همچنین مأموران ادارهٔ پلیس شیکاگو که گفته می‌شود می‌خواستند انتقام قتل پسر یک افسر پلیس را بگیرند مظنون به دست داشتن در این حادثه هستند.